# Schiefes Haus Ulm

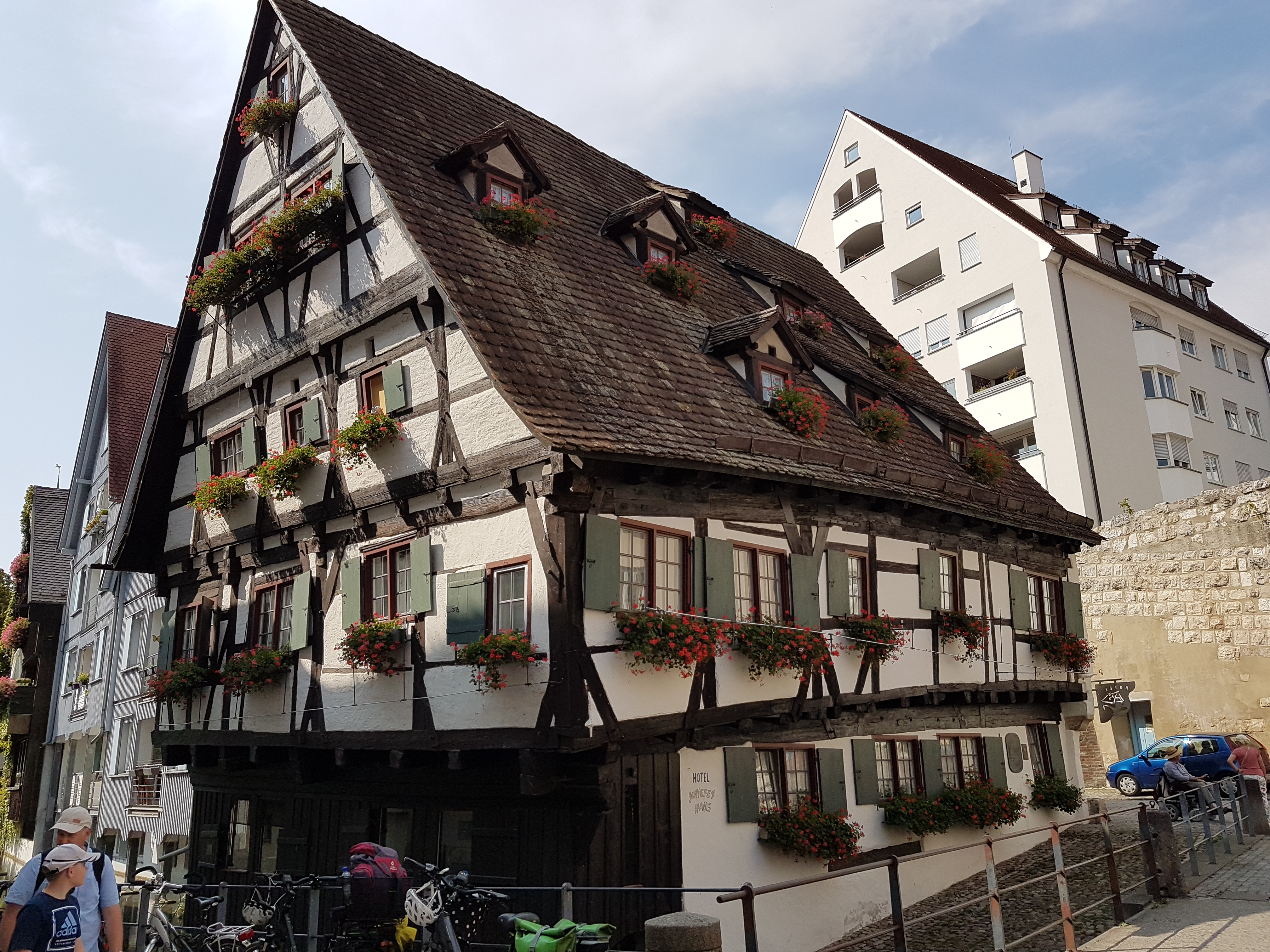
Schiefes Haus

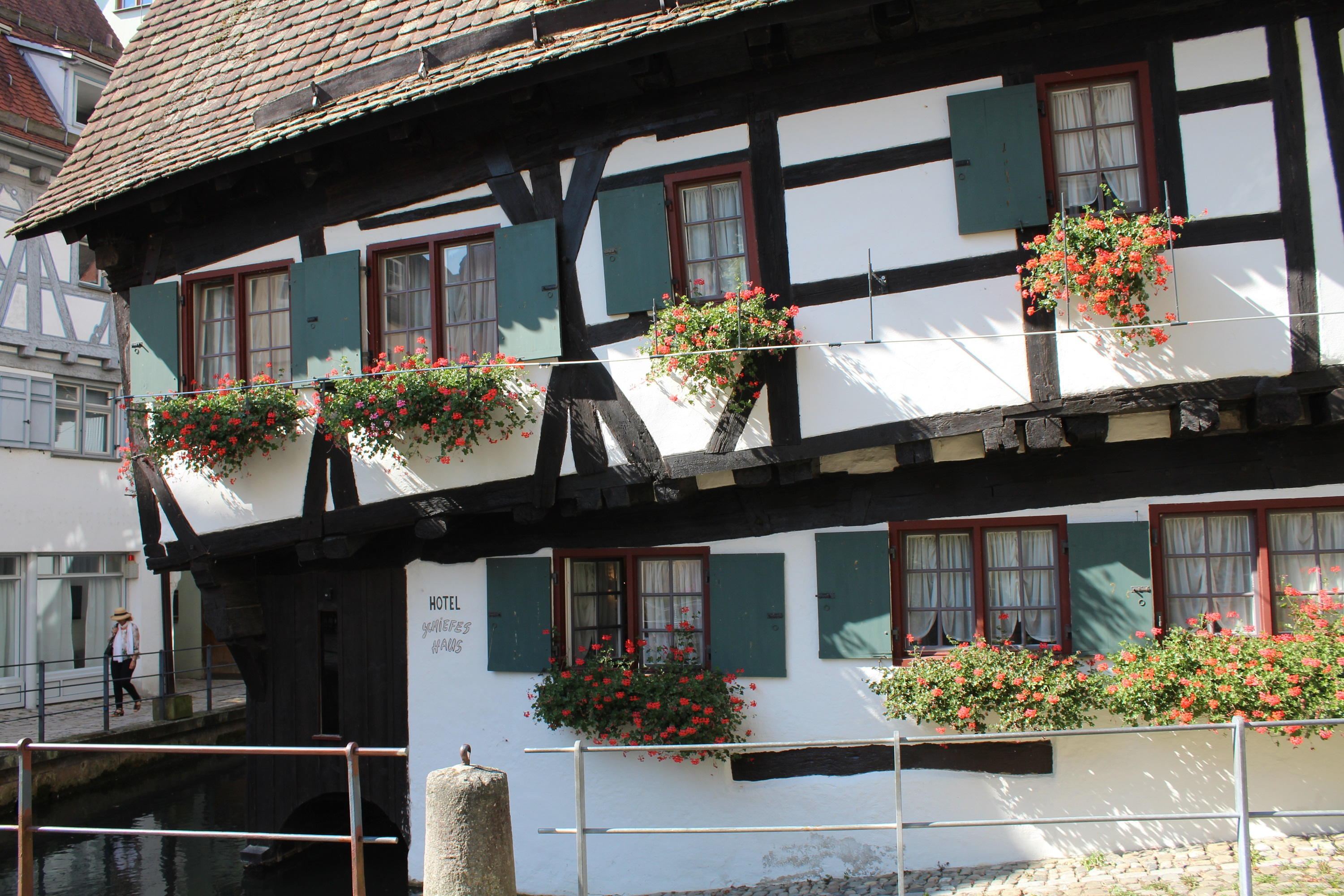
Schiefes Haus, Seitenansicht

Das Schiefe Haus ist ein spätgotisches Fachwerkhaus in Ulm, das eine Neigung von 9 bis 10° aufweist.

## Geschichte
Das ursprüngliche Fachwerkhaus aus dem 14. Jahrhundert hat nach mehrfachen An- und Umbauten 1443 sein heutiges Aussehen eines fünfgeschossigen Hauses erlangt. Genutzt wurde es von den Schiffsmeistern von Ulm. 
Mit seinem südlichen Fundament direkt an der Blau gelegen, ragt das Haus ab dem ersten Stockwerk dank schräger Verstrebungen teilweise über den Fluss. So konnten dort Boote geschützt anlegen. 
Untersuchungen des archäologischen Landesamts lassen zudem vermuten, dass im Keller des Hauses, der damals von Fischern als Raum für die Instandsetzung ihrer Netze genutzt wurde, auch Fischkammern mit einer natürlichen Frischwasserzufuhr lagen, in dem der Lebendfang der Fischer auf den Markttag gewartet hat.
Im Laufe der Zeit senkte sich die zum Fluss gelegene Seite des Hauses stark ab, so dass bereits Anfang des 17. Jahrhunderts Stützmaßnahmen eingeleitet werden mussten.

## Hotelbetrieb
Nach mehreren Besitzerwechseln wird das Haus seit 1995 als Hotel genutzt. Die dafür erforderlichen Sanierungsarbeiten sicherten die Statik des Hauses, ohne die Neigung zu ändern. Dazu wurden im Dachboden und in den Decken Stahlbänder angebracht, die der Kipprichtung entgegenwirken. 
Um die Auflagen der Denkmalpflege zu erfüllen, wurden neben einer Fußbodenheizung auch die Rohre für die sanitären Anlagen in den Böden verlegt. 
Die elf in das alte Haus gebauten, modern eingerichteten Zimmer weisen Schieflagen bis zu 40 cm über die Zimmerbreite auf. Die Betten wurden waagerecht eingebaut und tragen Wasserwaagen in ihren Kopfenden, um dem Gast zu demonstrieren, dass er horizontal liegt, während das umgebende Zimmer schief steht.

## Trivia
- Die Witwe des Schneiders von Ulm hat hier ihren Lebensabend verbracht.
- Seit 1997 gilt das Haus laut Guinness-Buch der Rekorde als schiefstes Hotel der Welt.
- Denkmalspreis des Landes Baden-Württemberg 1996